# 行旅病人及行旅死亡人取扱法
行旅病人及行旅死亡人取扱法（こうりょびょうにんおよびこうりょしぼうにんとりあつかいほう、明治32年3月28日法律第93号）は、行旅人が病気になったり死亡したりした場合の取扱いに関する日本の法律である。略称は、行旅法（こうりょほう）である。
行旅人が病気や死亡をした場合は所在地の市町村が救護するべきことなどを定める。

## 概要
1条が定義規定、2条 - 6条が行旅病人についての規定、7条 - 14条が行旅死亡人についての規定、15条以下が行旅病人・行旅死亡人いずれにも共通する規定である。明治制定の法令で、条文表記は片仮名文語体のままである。
この法律を受けて、各市町村は、規則や細則を設けている。

## 構成
- 定義（1条）
  - 行旅病人 - 歩けないほどの病気にかかった旅行者で、診療を受ける財産を持ち合わせずかつ助ける者もいない者（歩行ニ堪ヘサル行旅中ノ病人ニシテ療養ノ途ヲ有セス且救護者ナキ者）
  - 行旅死亡人 - 旅行中に死亡し、引き取る者もいない者（行旅中死亡シ引取者ナキ者）
- 市町村の救護義務（2条）
- 行旅病人等を保護した場合の扶養義務者等への通知（3条）
- 救護に要した費用の負担（4条）
- 行旅病人の引取り（5条）
- 行旅病人の扶養義務者に対する引取り、救護費用の請求（6条）
- 行旅死亡人の記録、埋葬、火葬（7条）
- 同伴者に対する救護（8条）
- 行旅死亡人の氏名等が判明しない場合の告示・公告（9条）
- 行旅死亡人の氏名等が判明した場合の相続人等への通知（10条）
- 行旅死亡人取扱費用の負担順序（11条）
- 遺留物件の管理（12条）
- 行旅死亡人取扱費用の弁済が得られない場合における遺留物品の売却、担保権等（13条）
- 行旅死亡人取扱費用の弁償を得た後の遺留物品の相続人等への引渡し（14条）
- 救護費用、取扱費用の立替え（15条）
- 外国人の行旅病人等について（17条）
- 船車内の行旅病人等について（18条）
- 施行日（21条）
- 行旅死亡人取扱規則の廃止（22条）

## 改正
- 16条、19条、20条は、いずれも削除された。16条は、行旅病人・行旅死亡人の所持物件・遺留物品についての規則を内務大臣が定める旨の規定、19条は、東京市、京都市、大阪市などの大都市や市町村長が設置されていない市町村についての規定、20条は北海道、沖縄県に関する特例の規定であった[3]。